# Federazione cestistica delle Isole Vergini Britanniche
La Federazione cestistica delle Isole Vergini Britanniche è l'ente che controlla e organizza la pallacanestro in Isole Vergini Britanniche.
La federazione controlla inoltre la nazionale di pallacanestro delle Isole Vergini Britanniche. Ha sede a Tortola e l'attuale presidente è Guy Lester Malone.
È affiliata alla FIBA dal 1979 e organizza il campionato di pallacanestro delle Isole Vergini Britanniche.